# Gevlamde rietuil
De gevlamde rietuil (Senta flammea soms geplaatst in het geslacht Mythimna) is een nachtvlinder uit de familie van de uilen, de Noctuidae. De voorvleugellengte bedraagt tussen de 14 en 18 millimeter. De soort is verspreid over heel Europa en overwintert als pop.

## Waardplanten
De gevlamde rietuil heeft riet als waardplant.

## Voorkomen in Nederland en België
De gevlamde rietuil is in Nederland en België een zeldzame soort, die verspreid over het hele gebied kan worden gezien. De vlinder kent één generatie die vliegt in mei en juni.